# Деплано, Леонардо
Леонардо Деплано (21 июля 1999) — итальянский пловец.  Бронзовый призер Олимпийских игр в Париже в эстафете 4×100 м вольным стилем.
Участвовал в чемпионате мира по плаванию на короткой воде 2021 года, где завоевал золотую медаль в эстафете 4×50 м вольным стилем.
На чемпионате Европы 2022 года в Риме в августе Деплано завоевал серебряную медаль в заплыве на 50 метров вольным стилем с результатом 21,60 секунды, уступив 0,02 секунды чемпиону Бену Прауду из Великобритании.